# دانشمند (فیلم)
دانشمند (انگلیسی: The Scholar) یک فیلم کمدی صامت کوتاه به کارگردانی آروید ئی. گیلستورم است که در سال ۱۹۱۸ منتشر شد. از بازیگران این فیلم می‌توان به اولیور هاردی، بیلی وست، اتل برتون، لئو وایت، جو بوردو و لیاتریس جوی اشاره کرد. این فیلم در زمان اکران در شیکاگو با سانسور چندین صحنه مواجه شد.